# Unter Verdacht: Die Guten und die Bösen
Die Guten und die Bösen ist ein deutscher Fernsehfilm von Johannes Grieser aus dem Jahr 2017. Es handelt sich um die achtundzwanzigste Episode der ZDF-Kriminalfilmreihe Unter Verdacht mit Senta Berger als Dr. Eva Maria Prohacek in der Hauptrolle.

## Handlung
Der 13-jährige Walid begeht Suizid, indem er sich während eines Polizeieinsatzes vom Dach seiner Flüchtlingsunterkunft stürzt. Die Presse bekommt schnell Wind davon und am nächsten Tag titelt die Münchner Tageszeitung als Schlagzeile: 13-jähriger Flüchtling springt in den Tod und die Polizei schaut zu. Dies erschwert die Ermittlungen von Dr. Eva Maria Prohacek, die von Walids Mitbewohner Chandu erfährt, dass dieser vor dem jungen Djamal große Angst hatte. Prohacek befragt auch die Kollegen, die den Sturz des Jungen bei ihrem Einsatz beobachten mussten. Sie stellt im Laufe der Ermittlungen fest, dass Walid nicht nur von Djamal und dessen Zimmerpartner Victor über längeren Zeitraum psychisch sowie physisch fertig gemacht wurde, sondern dass diese Teil eines Netzwerkes sind, welche Flüchtlinge illegal über die Grenzen in die Bundesrepublik Deutschlands liefern. Chandu, der verzweifelt versucht seine Schwester aus einem Flüchtlingslager (durch illegale Geschäfte über das Netzwerk) in Afrika freizukaufen, scheitert letztendlich bei dem Versuch und verliert seinen Lebenswillen. Eva erkennt am Ende, dass sie trotz ihrer Bemühungen und der Erfassung einiger Handlanger (des Netzwerkes) dennoch vor einer viel größeren Herausforderung steht, der sie allein nicht gewachsen ist. 

## Hintergrund
Der Film wurde vom 20. September 2016 bis zum 24. Oktober 2016 in München und Umgebung gedreht. Die Folge wurde am 10. November 2017 um 20:15 Uhr auf arte erstausgestrahlt.

## Kritik
Die Kritiker der Fernsehzeitschrift TV Spielfilm vergaben dem Film die bestmögliche Wertung, sie zeigten mit dem Daumen nach oben. Sie konstatierten: „Redliche Absichten, bisschen zu belehrend“.